# Txai Suruí
Txai Suruí es un activista ambiental indígena brasileña. Se la ha llamado "la activista ambiental brasileña más conocida del mundo".Suruí fue productora ejecutiva de El Territorio, un documental de 2022 sobre el pueblo indígena Uru-Eu-Wau-Wau en Brasil.

## Infancia y educación
Suruí nació en Rondônia, Brasil. Su padre, Almir Suruí, es un activista, excandidato parlamentario y miembro del pueblo indígena Paiter de Brasil. Su madre, Ivaneide Bandeira Cardozo, es una académica de los pueblos indígenas de Brasil, en particular los Uru-Eu-Wau-Wau . Suruí asistió por primera vez a la escuela a los siete años, cuando su familia se mudó de una aldea indígena a la ciudad cercana.  Pasó gran parte de su infancia viviendo con sus abuelos en Porto Velho.Más tarde, Suruí estudió derecho. 

## Activismo
En 2021, Suruí, otros tres activistas del grupo ecologista Engajamundo, y otros dos activistas del grupo internacional Fridays for Future, demandaron a funcionarios del gobierno brasileño por cambiar los cálculos oficiales de emisiones de carbono para eludir las restricciones del Acuerdo de París. Más tarde ese mismo año, Suruí fue seleccionada para ser oradora en la Conferencia anual de las Naciones Unidas sobre el Cambio Climático, donde criticó a los asistentes por su falta de atención a las cuestiones de deforestación.La aparición elevó significativamente su perfil internacional, lo que llevó al periódico español El País a llamar a Suruí "la activista ambiental brasileña más conocida del mundo".
En 2022 Suruí trabajó como productora ejecutiva en el documental de National Geographic El Territorio .  La película narra tres años de conflictos entre los pueblos indígenas, y los agricultores y promotores inmobiliarios que intentan utilizar las tierras indígenas para sus propios fines.  El Territorio fue nominado a múltiples premios Primetime Emmy, incluida Mejor Fotografía para un programa de No Ficción, Mejor Dirección para un programa documental/de no ficción y el Mérito excepcional en la realización de documentales.  En 2023, Suruí y su madre fueron tomadas como rehenes, junto con el director de cine británico Heydon Prowse y un equipo de grabación, por un grupo de hombres armados, pero finalmente fueron liberadas. 